# Eisenbahnunfall von Hexthorpe

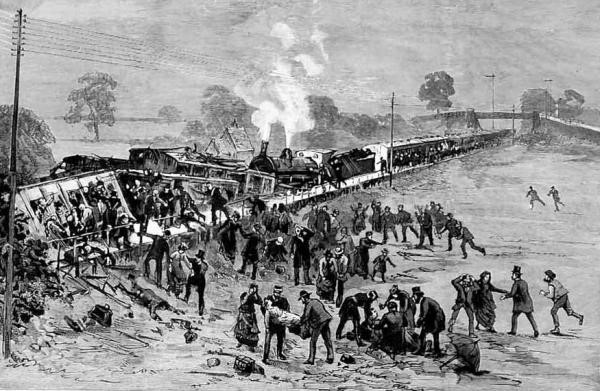
Unfallstelle von Hexthorpe, 1887

Der Eisenbahnunfall von Hexthorpe war ein Auffahrunfall, der sich im Haltepunkt von Hexthorpe auf einer Strecke der South Yorkshire Railway 2,5 km westlich von Doncaster am 16. September 1887 ereignete. 25 Menschen starben.

## Ausgangslage
Der Haltepunkt Hexthorpe hatte keine eigenen Signale, Züge wurden von zwei benachbarten Blockstellen gedeckt.
In Doncaster findet jedes Jahr im September ein Pferderennen, das einwöchige St. Leger Festival, statt. Um den Verkehrsansturm mit vielen Sonderzügen zu bewältigen, galt während des Festivals ein besonderes Reglement: Züge aus dem Westen Englands hielten in dem Haltepunkt Hexthorpe, wo die Fahrkarten kontrolliert wurden. Zudem wurde mehr als ein Zug in den belegten Blockabschnitt eingelassen und dieser Verkehr durch zwei Sicherungsposten zwischen dem Einfahrt gebenden Signal für den Blockabschnitt und Hexthorpe mit Flaggensignalen geregelt.

## Unfallhergang
Zum Unfallzeitpunkt befanden sich drei Züge im Blockabschnitt: Der erste hatte Hexthorpe bereits verlassen, ein zweiter der Midland Railway stand am Bahnsteig und der dritte war ein Schnellzug aus Liverpool nach Hull der Manchester, Sheffield and Lincolnshire Railway. Der Lokomotivführer des Schnellzuges war auf dieser Strecke der South Yorkshire Railway fremd und über die besondere betriebliche Situation nicht informiert.
Sowohl Vorsignal als auch Hauptsignal für den einschlägigen Blockabschnitt zeigten zunächst „Halt“, als der Zug sich langsam näherte. Als dann das Hauptsignal auf „Fahrt frei“ umgestellt wurde, ging der Lokomotivführer irrtümlich davon aus, dass nun der ganze Block frei sei und beschleunigte seinen Zug. Der erste Streckenwärter, den er passierte, reagierte gar nicht, der zweite gab ein missverständliches Signal, so dass der Lokomotivführer weiter Fahrt aufnahm. Aufgrund einer Kurve sah er den haltenden Zug erst 200 m vor dem Aufprall. Er konnte seinen Zug nur noch von ca. 55 km/h auf ca. 30 km/h abbremsen, bevor es zur Kollision kam.
Beim Aufprall riss die Hauptleitung, die Smith-Bremse wurde unwirksam und der wartende Personenzug wurde so von der nicht mehr bremsenden trägen Masse des Schnellzuges getroffen. Alle Opfer waren Personen, die sich in den zertrümmerten Wagen des Personenzuges der Midland Railway aufgehalten hatten.

## Folgen
25 Menschen starben, 94 wurden darüber hinaus verletzt.

### Gerichtliche Aufarbeitung
Gegen das Zugpersonal wurde ein Strafprozess vor dem Lord Chief Justice of England and Wales und einer Jury in York eröffnet. Es war der erste, bei dem die Gewerkschaft für Lokpersonal (Associated Society of Locomotive Engineers and Firemen – A.S.L.E.F.) sich beteiligte und renommierten anwaltlichen Beistand für den angeklagten Lokomotivführer und den Heizer stellte. Die Jury kam zu dem Urteil „nicht schuldig“. Die Angeklagten waren damit freigesprochen. Der Lord Chief Justice kritisierte massiv die Bahngesellschaft wegen der Verwendung der schon damals technisch überholten Smith-Bremse. Kritik wurde auch laut wegen der angewandten Betriebsvorschriften und der mangelnden Unterweisung des Personals.

### Technische Konsequenzen
Die Untersuchung der Eisenbahnaufsichtsbehörde stellte als Ursache ungenügend unterrichtetes Personal in einer besonderen betrieblichen Situation und die veraltete Bremsanlage des auffahrenden Zuges als Hauptursachen fest. Zusammen mit dem bald darauf sich ereignenden Eisenbahnunfall von Armagh beschleunigte der Unfall die Abschaffung der einfachen Vakuumbremsen.

### Wissenswert
Die Angestellten der Manchester, Sheffield and Lincolnshire Railway boten an, durch den Verzicht auf ein Tageseinkommen dazu beizutragen, den entstandenen Schaden auszugleichen. Das wurde von der Geschäftsleitung aber abgelehnt, da die Angestellten auf das Geld selbst angewiesen seien.